# Gitte Sunesen
Gitte Sunesen, född den 11 december 1971 i Hammel, Danmark, är en dansk handbollsmålvakt.

## Landslags- och klubbkarriär
Gitte Sunesen spelade 135 landskamper och gjorde ett mål åren 1991-2000. Debut i landslaget den 30 juni 1991 mot Norge i en vinstmatch för Danmark (18-14). Sista landskampen i förberedelser för OS-2000 mot Norge den 17 augusti 2000 som slutade med dansk förlust 16-23. Under alla åren i landslaget representerade hon GOG i klubbhandbollen. GOG kommer från städerna Gudme, Oure och Gudbjerg på Fyn. Klubben var som bäst på damsidan under 90-talet och vann 4 danska mästerskap 1990, 1991, 1992 och 1993. Gitte Sunesen berömmer kamratskapet i GOG när klubben tog dessa mästerskap. I början av karriären spelade hon för KFUM Vejle. Efter att ha slutat i landslaget spelade Gitte Suneson kvar i klubben till 2003. Efter knäskadan 2000, och  efter att fött sitt första barn 2001, debut i februari 2002. Hon spelade sedan till 2003 när en knäskada i andra benet satte stopp för karriären.
Gitte Sunesen fick vara med om att vinna fyra guldmedaljer vid EM 1994 och 1996, samt VM 1997. Hon tog också OS-guld i damernas turnering i samband med de olympiska handbollstävlingarna 1996 i Atlanta. Hon kulle ha varit med även år 2000 vid OS i Sidney men måste avstå på grund av skada.

### Privatliv efter karriären
Gitte Sunesen gifte sig med  handbollsspelaren Keld Wilhelmsen och är mor till två barn. Hon är utbildad till folkskollärare och arbetar i dag på skolorna i "Oure Sport & Performance". 2015 var Gitte Vilhelmsen målvaktstränare i HC Odense.

## Meriter
- OS-guld 1996 i Atlanta med Danmarks damlandslag i handboll
- VM-Guld 1997 med  Danmarks damlandslag i handboll
- EM-guld 1994 och 1996 med  Danmarks damlandslag i handboll
- 4 Danska mästerskap 1990-1993 med GOG.